# یاندینا، کوئینزلند
یاندینا (به انگلیسی: Yandina) یک حومه شهر در استرالیا است که در کوئینزلند واقع شده‌است.